# Videojoc del Dinosaure
El Videojoc del Dinosaure també conegut com el Videojoc del T-Rex, és un videojoc inclòs amb el navegador Google Chrome. El videojoc va ser creat per Sebastien Gabriel l'any 2014, i es pot pugar apretant espai en el navegador si no hi ha connexió a internet o accedint a chrome://dino.

## Gameplay

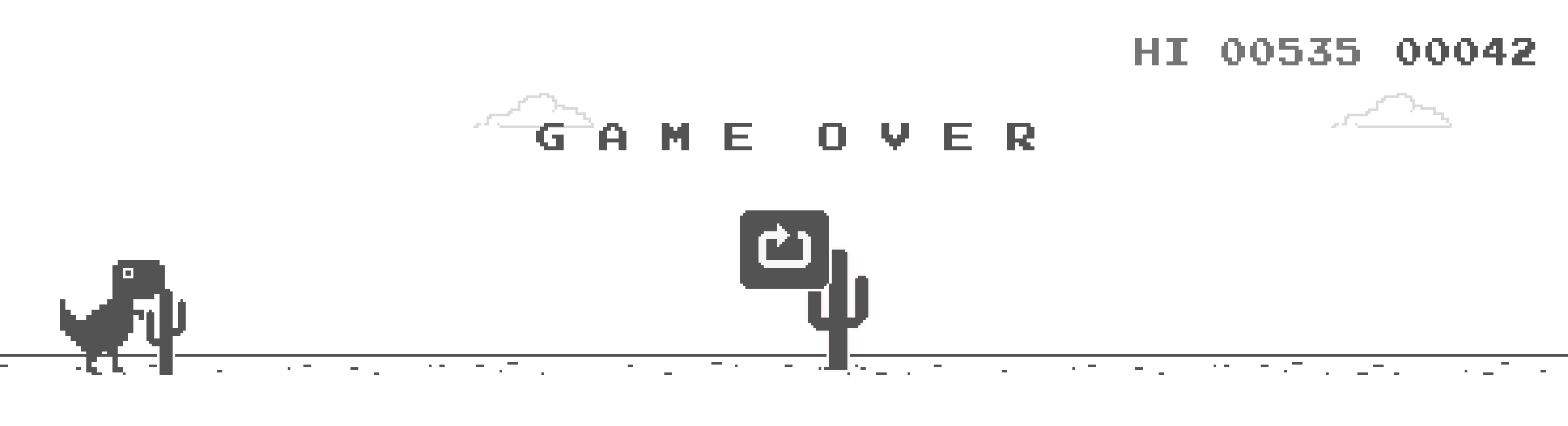
La finestra de game over, mostrant el dinosaure xocant amb un cactus. El sprite del T-Rex canvia mostrant els ulls oberts

Quan l'usuari intenta navegar sense connexió a internet, apareix un missatge que notifica del problema de connexió. Un pixel art del dinosaure apareix a la part de dalt. Pitjant el dinosaure o apretant espai comença la partida. El jugador pot controlar el jugador amb ↑ ,↓ i espai per evitar xocar amb els obstacles. El videojoc acaba quan el jugador colisiona amb un cactus o un pteranòdon.
Quan el jugador aconsegueix 700 punts, s'inverteixen els colors del joc, per representar la nit. Arribar a 900 tornen a canviar els colors. Cada 700 punts tornarà a fer-se de nit, i 200 punts després torna a fer-se de dia.
Si l'administrador de l'ordinador bloqueja el videojoc del dinosaure, el jugador rebrà un missatge d'error en intentar jugar. El missatge d'error mostra una fotografia d'un meteorit dirigint-se al dinosaure.

## Història i Desenvolupament

El videjoc del dinosaure, bloquejat per un administrador

Durant el desenvolupament, el joc es desenvolupava sota el sobrenom "Project Bolan", en referència al cantant Marc Bolan del grup de música T-Rex. El joc es va llançar el Setembre de 2014, però donava errors en dispositius antics. El joc es va eliminar i rellançar el desembre de 2014. Quatre anys després, el joc va celebrar el seu anniversari amb decoració temàtica.
En el desè aniversari de Google Chrome, es va afegir un Easter egg al joc: durant el setembre de 2018, un pastís podia aparèixer en el desert. En recollir-lo, el dinosaure aconseguiria un barret d'aniversari. El novembre de 2018, google va afegir la capacitat de guardar la puntuació màxima. El codi del joc es troba disponible a la pàgina web de Chromium.

## Recepció
El joc va guanyar molta popularitat molt ràpidament, revelant els creadors que mensualment es juguen 270 milions de partides.